# Abdullah bin Khalid bin Sultan Al Saud

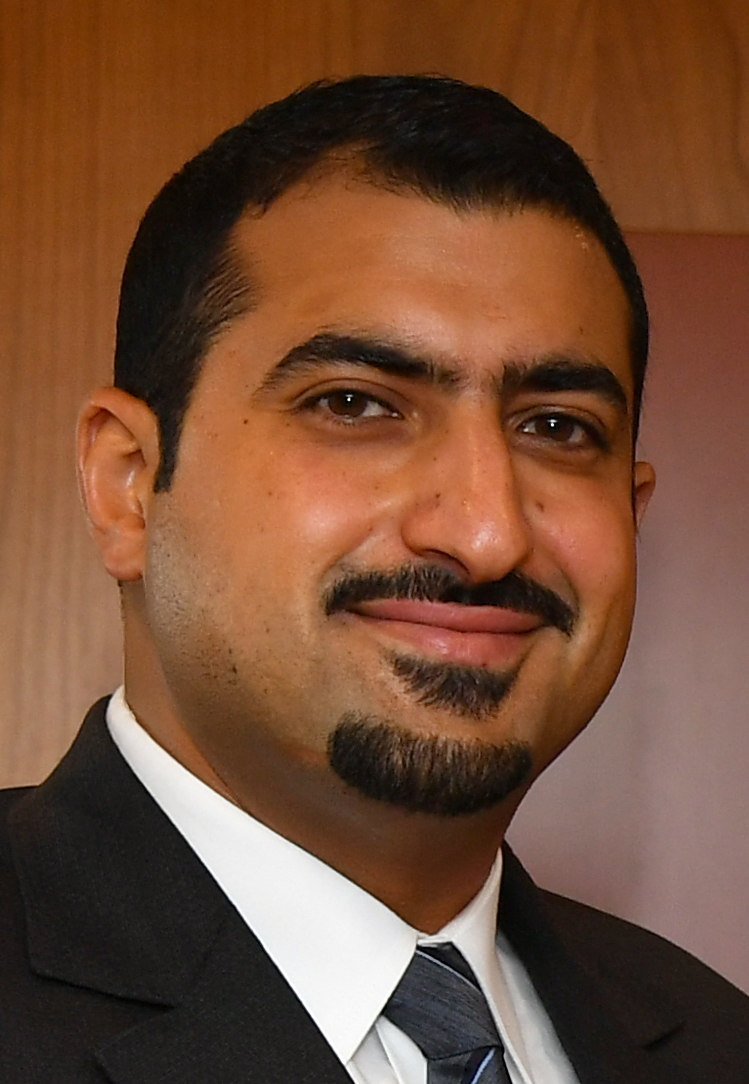
Abdullah bin Khalid (2019)

Prinz Abdullah bin Khalid bin Sultan bin Abdulaziz Al Saud (arabisch عبد الله بن خالد بن سلطان آل سعود, DMG ʿAbd Allāh b. Ḫālid b. Sulṭān Āl Saʿūd; * 13. Februar 1988) ist seit dem 31. Mai 2023 saudi-arabischer Botschafter in Deutschland. Er ist Angehöriger der saudischen Königsfamilie.

## Leben
Abdullah bin Khalid ist ein Sohn von Khalid bin Sultan, einem ehemaligen stellvertretenden Verteidigungsminister Saudi-Arabiens, und dessen Ehefrau Abir bint Turki Al Saud. Sein Großvater väterlicherseits ist der ehemalige Verteidigungsminister und Kronprinz Sultan. Sein Halbbruder Faisal ist Gouverneur der Provinz al-Hudud asch-schamaliyya.
Abdullah bin Khalid studierte Wirtschaftswissenschaft an der Columbia University und schloss das Studium mit einem Bachelor ab. Er studierte auch Unternehmensführung an der MIT Sloan School of Management (MIT) und schloss dieses Studium mit einem Master ab.
Er war Berater am Königshof und Vorstandsmitglied des Saudi Equestrian Clubs. Seit April 2019 war er saudi-arabischer Botschafter in Österreich und für die Vereinten Nationen in Wien. Seit Januar 2020 war er in seiner Funktion als Botschafter auch für die Slowakei und Slowenien zuständig. Im Mai 2023 wurde er saudi-arabischer Botschafter in Deutschland.

## Familie
Abdullah bin Khalid ist mit einer Tochter von Khalid bin Saud bin Khalid bin Mohammed bin Abdul Rahman Al Saud, verheiratet. Ihre Großmutter väterlicherseits, Nura, ist eine Tochter von König Faisal. Ihr Großvater väterlicherseits Khalid bin Mohammed ist ein Neffe von König Abdulaziz.
Er ist Vater von zwei Kindern.

## Vorfahren
| Ahnentafel Prinz Abdullah bin Khalid | Ahnentafel Prinz Abdullah bin Khalid | Ahnentafel Prinz Abdullah bin Khalid  | Ahnentafel Prinz Abdullah bin Khalid | Ahnentafel Prinz Abdullah bin Khalid | Ahnentafel Prinz Abdullah bin Khalid | Ahnentafel Prinz Abdullah bin Khalid  | Ahnentafel Prinz Abdullah bin Khalid | Ahnentafel Prinz Abdullah bin Khalid |
| ------------------------------------ | ------------------------------------ | ------------------------------------- | ------------------------------------ | ------------------------------------ | ------------------------------------ | ------------------------------------- | ------------------------------------ | ------------------------------------ |
| Ururgroßeltern                       | Emir Abdul Rahman ⚭ Sara Al Sudairi  | Ahmed Al Sudairi ⚭ Sharifa Al Suwaidi | Prinz Musaid Al Jiluwi Al Saud ⚭ ?   | Musaid Al Mutayri ⚭ ?                | Emir Abdul Rahman ⚭ Sara Al Sudairi  | Ahmed Al Sudairi ⚭ Sharifa Al Suwaidi | Emir Abdul Rahman ⚭ ?                | ? ⚭ ?                                |
| Urgroßeltern                         | König Abdulaziz ⚭ Hussa Al Sudairi   | König Abdulaziz ⚭ Hussa Al Sudairi    | Prinz Abdulaziz ⚭ Tarfa Al Mutayri   | Prinz Abdulaziz ⚭ Tarfa Al Mutayri   | König Abdulaziz ⚭ Hussa Al Sudairi   | König Abdulaziz ⚭ Hussa Al Sudairi    | Prinz Abdullah ⚭ ?                   | Prinz Abdullah ⚭ ?                   |
| Großeltern                           | Prinz Sultan ⚭ Prinzessin Munira     | Prinz Sultan ⚭ Prinzessin Munira      | Prinz Sultan ⚭ Prinzessin Munira     | Prinz Sultan ⚭ Prinzessin Munira     | Prinz Turki (II) ⚭ Prinzessin Nura   | Prinz Turki (II) ⚭ Prinzessin Nura    | Prinz Turki (II) ⚭ Prinzessin Nura   | Prinz Turki (II) ⚭ Prinzessin Nura   |
| Eltern                               | Prinz Khalid ⚭ Prinzessin Abir       | Prinz Khalid ⚭ Prinzessin Abir        | Prinz Khalid ⚭ Prinzessin Abir       | Prinz Khalid ⚭ Prinzessin Abir       | Prinz Khalid ⚭ Prinzessin Abir       | Prinz Khalid ⚭ Prinzessin Abir        | Prinz Khalid ⚭ Prinzessin Abir       | Prinz Khalid ⚭ Prinzessin Abir       |